# Championnats du monde de roller de vitesse
En roller, les championnats du monde de vitesse sont créés en 1989. Ces compétitions, organisées par la Fédération internationale de roller sports, sont annuelles.

## Éditions
| Edition | Ville            | Pays                                      | Date                          | Meilleure nation |
| ------- | ---------------- | ----------------------------------------- | ----------------------------- | ---------------- |
| 36e     | Chine            | Beidaihe                                  | 13 au 21 septembre 2025       |                  |
| 35e     | Italie           | Montesilvano / Pescara                    | 13 au 21 septembre 2024       | Colombie         |
| 34e     | Italie           | Montecchio Maggiore                       | 26 août au 3 septembre 2023   | Colombie         |
| 33e     | Argentine        | Buenos Aires                              | 29 octobre au 3 novembre 2022 | Colombie         |
| 32e     | Colombie         | Ibagué                                    | 6 au 13 novembre 2021         | Colombie         |
| 31e     | Espagne          | Barcelone                                 | - 2019                        | Colombie         |
| 30e     | Pays-Bas         | Heerde et Arnhem                          | - 2018                        | Colombie         |
| 29e     | Chine            | Nankin                                    | - 2017                        | Colombie         |
| 28e     | Chine            | Nankin                                    | - 2016                        | Colombie         |
| 27e     | Taïwan           | Kaohsiung                                 | 13 au 22 novembre 2015        | Colombie         |
| 26e     | Argentine        | Rosario                                   | - 2014                        | Colombie         |
| 25e     | Belgique         | Ostende                                   | - 2013                        | Colombie         |
| 24e     | Italie           | Ascoli Piceno et San Benedetto del Tronto | - 2012                        | Colombie         |
| 23e     | Corée du Sud     | Yeosu                                     | - 2011                        | Colombie         |
| 22e     | Colombie         | Guarne                                    | - 2010                        | Colombie         |
| 21e     | Chine            | Haining                                   | - 2009                        | États-Unis       |
| 20e     | Espagne          | Gijón                                     | - 2008                        | Colombie         |
| 19e     | Colombie         | Cali                                      | 18 au 25 août 2007            | États-Unis       |
| 18e     | Corée du Sud     | Anyang                                    | - 2006                        | Colombie         |
| 17e     | Chine            | Suzhou                                    | - 2005                        | Colombie         |
| 16e     | Italie           | L’Aquila, Sulmona et Pescara              | - 2004                        | Colombie         |
| 15e     | Venezuela        | Barquisimeto                              | - 2003                        | États-Unis       |
| 14e     | Belgique         | Ostende                                   | - 2002                        | États-Unis       |
| 13e     | France           | Valence                                   | 8 au 16 septembre 2001        | États-Unis       |
| 12e     | Colombie         | Barrancabermeja                           | - 2000                        | États-Unis       |
| 11e     | Chili            | Santiago                                  | - 1999                        | États-Unis       |
| 10e     | Espagne          | Pampelune                                 | - 1998                        | États-Unis       |
| 9e      | Argentine        | Mar del Plata                             | - 1997                        | États-Unis       |
| 8e      | Italie           | Mirano et Padoue                          | 30 août au 9 septembre 1996   | États-Unis       |
| 7e      | Australie        | Perth                                     | - 1995                        | États-Unis       |
| 6e      | France           | Gujan-Mestras                             | 22 au 28 août 1994            | États-Unis       |
| 5e      | États-Unis       | Colorado Springs                          | - 1993                        | États-Unis       |
| 4e      | Italie           | Rome                                      | - 1992                        | États-Unis       |
| 3e      | Belgique         | Ostende                                   | - 1991                        | États-Unis       |
| 2e      | Colombie         | Bello                                     | - 1990                        | Italie           |
| 1e      | Nouvelle-Zélande | Hastings                                  | - 1989                        | Italie           |